# František Císař
František Císař (* 24. října 1901, Žižkov) byl český fotbalista, útočník, československý reprezentant.

## Sportovní kariéra
Za československou reprezentaci odehrál v letech 1922–1924 šest utkání a dal jeden gól. Hrál ve dvojici s Dvořáčkem. Byl hráčem klubu AFK Union Žižkov.